# Polski Związek Pięcioboju Nowoczesnego
Polski Związek Pięcioboju Nowoczesnego (PZPNow) – organizacja zrzeszająca zawodników, trenerów i działaczy polskiego pięcioboju nowoczesnego powstała w 1957 roku jako Polski Związek Pięcioboju Nowoczesnego i Dwuboju Zimowego. 
W latach 1954–1955 działał jako Komisja Pięcioboju Nowoczesnego przy Sekcji Jeździeckiej GKKF, w latach 1955−1957 jako Sekcja Pięcioboju Nowoczesnego GKKFiT. W latach 1963−1965 związek nie prowadził działalności, w 1983 roku w wyniku zmian organizacyjnych powstały dwa odrębne związki: PZPNow i PZDZ. Prezesem związku jest od 2021 Janusz Peciak.
Od 1954 roku jest członkiem Międzynarodowej Federacji Pięcioboju Nowoczesnego (UIPM).
PZPNow dwukrotnie był organizatorem mistrzostw świata: w 1981 roku w Drzonkowie i 2005 roku w Warszawie oraz mistrzostw Europy w 1998 roku w Warszawie.